# Rabarber
Rabarber (Rheum) er en slægt af kraftige stauder af skedeknæfamilien med ca. 40 arter, som er udbredt i Kina, Tibet og Centralasien. Har kort jordstængel og stor, håndnervede blade med en tyk, sprød bladstilk samt små, grønligt-hvide til røde blomster, der sidder i en rigt grenet top på en høj stængel. Stilkene anvendes som køkkenurt til grød, kompot m.v. De indeholder bl.a. citronsyre, oxalsyre og æblesyre.
Her nævnes de arter, vi kender i Danmark.
| Arter |

- Lægerabarber (Rheum officinale)
- Kronerabarber (Rheum palmatum)
- Haverabarber (Rheum rhabarbarum)
- Vild rabarber (Rheum rhaponticum)